# Рабарбара
Рабарбара (Rheum × hybridum (?)) је вишегодишња зељаста биљка с крупним листовима и дугим дебелим зеленим, љубичастим, или ружичастим лисним дршкама троугластог пресека. Цвет је ситан, зеленобео до ружичастоцрвен. Постоји много сорти рабарбаре које се гаје као медицинске биљке и као биљке за људску исхрану. За исхрану се користе само лисне дршке, јер листови садрже токсин. 

## Хемијски састав
Лисне дршке садрже доста воћних киселина, пре свега јабучну, као и доста минералних материја и витамина. Рабарбара садржи релативно мало витамина Ц, али зато садржи знатно више витамина Б: ниацин, пантотенску и фолну киселину. Рабарбара је веома богата калцијумом (80мг/100г рабарбаре), као и магнезијумом и манганом.

## Рабарбара у исхрани
Од лисне дршке рабарбаре се припрема: супа, салата, сос, компот, мармелада, џем, а користи се и као додатак неким посластицама. У САД једна од најпопуларнијих пита је rhubarb pie (пита од рабарбара).

## Узгајање
Ревену се широко узгаја, и захваљујући стакленичкој производњи доступан је већи део године. За добар раст потребне су му падавине и годишњи хладни период у трајању од 7-9 недеља при температури од 3 °C (37 °F), познат као "јединице мерења хладности". Биљка развија значајан подземни орган за складиштење (круница ревена), и може се искористити за рану производњу, преносом узгајаних круница са поља у топле услове. Ревен узгојен у стакленицима (грејаним стакленицима) назива се "стакленички ревен" и обично долази у продају на потрошачким тржиштима рано у пролеће, пре него што се појави ревен узгајан на отвореном. Стакленички ревен обично је светлије црвене боје, нежнији и слађи у укусу него ревен узгајан на отвореном. Након узгоја за комерцијалну производњу, крунице се обично бацају. У земљама с умереном климом, ревен је једна од првих јестивих биљака које се беру, обично у средини или крајем пролећа (април или мај на северној хемисфери, октобар или новембар на јужној хемисфери), а сезона раста биљака на отвореном траје до краја лета.
Ревен оштећен јаким мразом не би требало конзумирати јер може садржати много оксалне киселине која мигрира из лишћа и може изазвати болест.
Ревен ће расти на већини типова тла с pH од 5,25 до 6,75, било на пуном сунцу, било у полусенци, али мора бити добро дренажан и тло не сме бити превлажено.
Кинези називају ревен "велики жути" (dà huáng) и користили су корен ревена у медицинске сврхе. Појављује се у "Класику трава и корења Божанског земљорадника", који се сматра да је састављен пре око 1800 година.

## Галерија
- Лисне дршке
- Листови
- Цваст
- Ботаничка илустрација
- Пита од рабарбара